# Villarrodrigo de la Vega
Villarrodrigo de la Vega es una localidad correspondiente a una pedanía enmarcada dentro del municipio de Pedrosa de la Vega, situado en la comarca de Vega-Valdavia en la provincia de Palencia (Comunidad Autónoma de Castilla y León, España).
Limita al noroeste con Villarrobejo, al noreste con Quintana, al este con Pedrosa, al sureste con Bustillo y al suroeste con San Martín del Valle.
Su principal vía de comunicación es la carretera P-235, carretera de la red complementaria preferente de Palencia que comunica Saldaña con la carretera nacional N-120.

## Datos básicos
La atraviesa el Río Nuevo y se encuentra a 890 metros de altitud. Celebra su fiesta patronal en honor a San Pelayo los días 26 y 27 de junio, teniendo lugar además un viernes de agosto la fiesta del verano.

## Demografía
Evolución de la población en el siglo XXI
| Gráfica de evolución demográfica de Villarrodrigo de la Vega entre 2000 y 2020 |
|                                                                                |
| Población de derecho (2000-2020) según el padrón municipal del INE             |

## Historia
A la caída del Antiguo Régimen la localidad se constituye en municipio constitucional y que en el censo de 1842 contaba con 10 hogares y 52 vecinos, para posteriormente integrarse en Pedrosa de la Vega.
El topónimo de Villarrodrigo parece proceder o del antropónimo germánico “Rudericus” o tratarse del rico hombre Rodrigo Rodríguez de Girón, que en los inicios del siglo XIII fundara el monasterio cisterciense de Santa María de la Vega.
En 1808, durante la Guerra de la Independencia, aquí estuvo un destacamento francés que probablemente participara en la Batalla de Sahagún.

## Tradición oral
En 1995 se realizó una grabación a la Sra. Fonsa (Ildefonsa Díez, 1906-1998), que contaba entonces con 89 años de edad, de una selección de treinta canciones de las más de setenta que todavía era capaz de recordar.